# Egyptens håndboldforbund
Egyptens håndboldforbund (EHF) (arabisk: اتحاد كرة اليد المصري) er det egyptiske håndboldforbund. Forbundets hovedkvarter ligger i Kairo. Forbundet er medlem af det asiatiske håndboldforbund, Confédération Africaine de Handball (CAHB) og det internationale håndboldforbund, International Handball Federation (IHF). Forbundet har ansvaret for herrelandsholdet og damelandsholdet.